# 法貝爾湖
63°53′N 117°28′W / 63.883°N 117.467°W

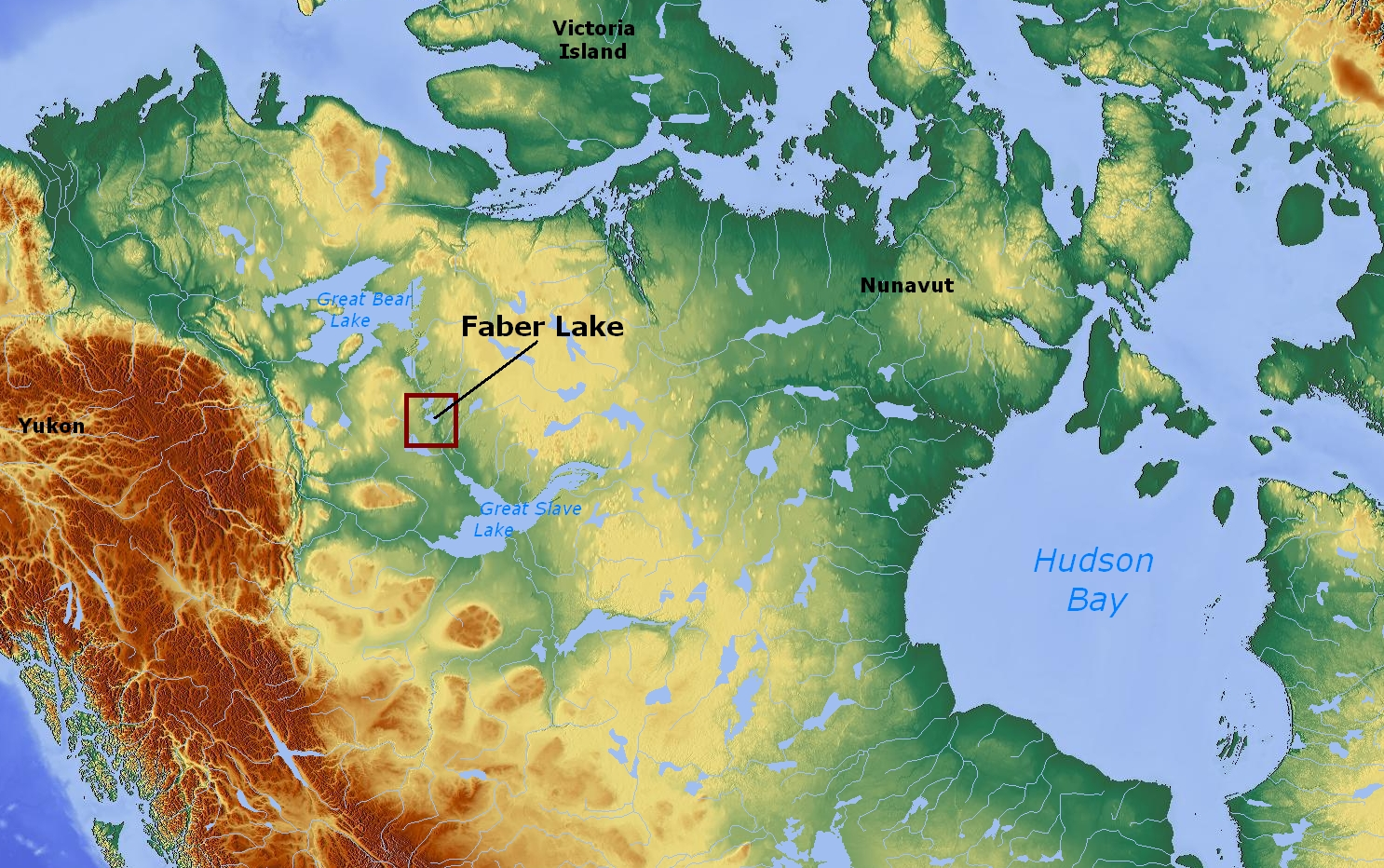

法貝爾湖是加拿大的湖泊，位於該國西北部，由西北地區負責管轄，長25公里、寬23公里，面積416平方公里，島嶼面積23平方公里，海拔高度213米。